# Софіївська селищна рада (Красний Луч)
Софіївська се́лищна ра́да — орган місцевого самоврядування у складі Краснолуцької міської ради Луганської області. Адміністративний центр — селище міського типу Софіївський.

## Загальні відомості
- Софіївська селищна рада утворена в 1938 році.
- Територія ради: 6,82 км²
- Населення ради: 5 983 особи (станом на 2001 рік)

## Населені пункти
Селищній раді підпорядковані населені пункти:
- смт Софіївський
- смт Грушове
- с-ще Давидівка

## Склад ради
Рада складається з 30 депутатів та голови.
- Голова ради: Прилепа Анатолій Павлович

### Керівний склад попередніх скликань
| ПІБ                       | Основні відомості                                                        | Дата обрання | Дата звільнення |
| ------------------------- | ------------------------------------------------------------------------ | ------------ | --------------- |
| Прилепа Анатолій Павлович | Селищний голова, 1951 року народження, освіта вища, безпартійний         | 26.03.2006   | 31.10.2010      |
| Прилепа Анатолій Павлович | Селищний голова, 1951 року народження, освіта вища, член Партії регіонів | 31.10.2010   |                 |

Примітка: таблиця складена за даними джерела

### Депутати
За результатами місцевих виборів 2010 року депутатами ради стали:

#### За суб'єктами висування
| Суб'єкт висування                 | Кількість обраних депутатів | %    |
| --------------------------------- | --------------------------- | ---- |
| Самовисування                     | 18                          | 60   |
| Партія регіонів                   | 10                          | 33,3 |
| Політична партія «Сильна Україна» | 2                           | 6,7  |

#### За округами
| № округу                          | Прізвище, ім'я, по батькові      | Дата визнання обраним | Освіта                    | Партійна приналежність                  | Відомості про обраного депутата                                           |
| --------------------------------- | -------------------------------- | --------------------- | ------------------------- | --------------------------------------- | ------------------------------------------------------------------------- |
| Партія регіонів                   |                                  |                       |                           |                                         |                                                                           |
| 2                                 | Барінова Любов Миколаївна        | 05.11.2010            | Освіта середня спеціальна | член Партії регіонів                    | тимчасово не працює                                                       |
| 5                                 | Смірнов Анатолій Володимирович   | 05.11.2010            | Освіта середня спеціальна | член Партії регіонів                    | ВП "Шахта «Краснокутська» ДП «Донбасантрацит», електрослюсар              |
| 6                                 | Єрмолова Ольга Вікторівна        | 05.11.2010            | Освіта вища               | член Партії регіонів                    | тимчасово не працює                                                       |
| 8                                 | Ішевська Валентина Прокопіївна   | 05.11.2010            | Освіта вища               | член Партії регіонів                    | Дошкільний навчальний заклад № 19, вихователь                             |
| 9                                 | Коровін Володимир Іванович       | 05.11.2010            | Освіта вища               | член Партії регіонів                    | ВП "Шахта «Краснокутська» ДП «Донбасантрацит», заступник директора        |
| 13                                | Мельник Леонід Іванович          | 05.11.2010            | Освіта середня            | член Партії регіонів                    | пенсіонер                                                                 |
| 20                                | Махмутов Віктор Абдулович        | 05.11.2010            | Освіта середня            | член Партії регіонів                    | пенсіонер                                                                 |
| 22                                | Шепета Людмила Михайлівна        | 05.11.2010            | Освіта середня            | член Партії регіонів                    | тимчасово не працює                                                       |
| 25                                | Ковернікова Елла Миколаївна      | 05.11.2010            | Освіта вища               | член Партії регіонів                    | тимчасово не працює                                                       |
| 26                                | Кривовяз Ніна Олександрівна      | 05.11.2010            | Освіта вища               | член Партії регіонів                    | пенсіонер                                                                 |
| Політична партія «Сильна Україна» |                                  |                       |                           |                                         |                                                                           |
| 16                                | Гнатенко Наталія Юріївна         | 05.11.2010            | Освіта вища               | член Політичної партії «Сильна Україна» | Державна податкова інспекція м. Красний Луч, старший податковий інспектор |
| 21                                | Губіна Наталія Михайлівна        | 05.11.2010            | Освіта вища               | член Політичної партії «Сильна Україна» | Дитяча міська поліклініка, медична сестра                                 |
| Самовисування                     |                                  |                       |                           |                                         |                                                                           |
| 1                                 | Безщекин Валерій Миколайович     | 05.11.2010            | Освіта вища               | позапартійний                           | ТОВ шахта «Софіївська», інженер                                           |
| 3                                 | Кутахіна Валентина Василівна     | 05.11.2010            | Освіта вища               | позапартійна                            | Софіївська селищна рада, спеціаліст-землевпорядник                        |
| 4                                 | Апраксіна Світлана Петрівна      | 05.11.2010            | Освіта вища               | позапартійна                            | фельдшерсько-акушерський пункт, завідувачка                               |
| 7                                 | Ковальчук Ганна Алимівна         | 05.11.2010            | Освіта вища               | позапартійна                            | Дошкільний навчальний заклад № 19, завідувачка                            |
| 10                                | Волкова Ірина Михайлівна         | 05.11.2010            | Освіта вища               | позапартійна                            | тимчасово не працює                                                       |
| 11                                | Біндей Олена Борисівна           | 05.11.2010            | Освіта вища               | позапартійна                            | Софіївська селищна рада, інспектор військово-облікового столу             |
| 12                                | Кондратова Ірина Леонтіївна      | 05.11.2010            | Освіта середня            | позапартійна                            | ДВАТ "Шахта імені «Ізвестій», ламповщиця                                  |
| 14                                | Макагонова Тетяна Іллівна        | 05.11.2010            | Освіта вища               | позапартійна                            | тимчасово не працює                                                       |
| 15                                | Вішнікін Володимир Олександрович | 05.11.2010            | Освіта середня            | позапартійний                           | тимчасово не працює                                                       |
| 17                                | Шуміліна Наталія Станіславівна   | 05.11.2010            | Освіта середня спеціальна | позапартійна                            | фельдшерсько-акушерський пункт, молодша медсестра                         |
| 18                                | Обухова Олена Олександрівна      | 05.11.2010            | Освіта вища               | позапартійна                            | фельдшерсько-акушерський пункт, медична сестра                            |
| 19                                | Горяча Людмила Олексіївна        | 05.11.2010            | Освіта вища               | позапартійна                            | ЦМЛ-1, дільнична медична сестра                                           |
| 23                                | Деменчук Тетяна Іванівна         | 05.11.2010            | Освіта вища               | позапартійна                            | пенсіонер                                                                 |
| 24                                | Михальчук Галина Олександрівна   | 05.11.2010            | Освіта вища               | позапартійна                            | Лікарня «Княгинівська», завідувачка АХЧ                                   |
| 27                                | Кузьменко Сергій Васильович      | 05.11.2010            | Освіта середня спеціальна | позапартійний                           | ВП "Шахта «Краснокутська» ДП «Донбасантрацит», гРОЗ                       |
| 28                                | Абасов Гашам Аяз                 | 05.11.2010            | Освіта середня            | позапартійний                           | тимчасово не працює                                                       |
| 29                                | Хотян Людмила Зіновіївна         | 05.11.2010            | Освіта середня спеціальна | позапартійна                            | Загальноосвітня школа № 32, прибиральниця                                 |
| 30                                | Федченко Вікторія Вікторівна     | 05.11.2010            | Освіта вища               | позапартійна                            | фельдшерсько-акушерський пункт, завідувачка                               |